# Våbenmaler
Våbenmaler er en heraldisk kunstner, der maler og designer riddervåben og andre våben og vedligeholder anetavler og våbenskjoldkataloger. Våbenmaleren er nu om dage brugskunstner, der skal holde sig til gældende, specifikke heraldik-skabeloner og standarder uden megen mulighed for fri fortolkning.
En kongelig våbenmaler varetager først og fremmest den regerende families våbenskjolde og riddere af de orden, tildelt af den regerende monark, der han ansat våbenmaleren.
Erhvervet er traditionel, idet våbenmaleren stadig maler de færdigdesignede våbenskjolde i hånden. Våbenmaleri-professionen har udviklet sig siden middelalderen sammen med den nye adel, hvor europæiske hoffe, kongedømmer og diverse skulle holde styr på de voksende familier, der erhvervede sig stadig nye våben i kampe, landerhvervelser, diplomati og ved ægteskaber på kryds og tværs af familierne.
Våbenmaleri har været den opbevarende og katalogiserende del af heroldens arbejde.
Den dag i dag er Danmark, Sverige og Storbritannien de eneste europæiske lande, der stadig har traditionelle våbenmalere ved deres kongelige hoffe.
Andre lande har gået over til at trykke våbenfortegnelser uden brug af håndmaling, og hvor der hyres moderne logodesignere til at designe eventuelle nye våben.
I Danmark holdes kongelig våbenmalerembedet siden 2005 af cand. mag. historiker Ronny Andersen, der blev ansat ved hoffet efter han designede nye kommunevåben ved kommunesammenlægningerne.